# بايليو
بايليو (بالصينية: 北流市) هي مدينة من مدن الصين.

## المناخ
يظهر الجدول التالي التغييرات المناخية على مدار السنة لبايليو:
| البيانات المناخية لـبايليو                       | البيانات المناخية لـبايليو | البيانات المناخية لـبايليو | البيانات المناخية لـبايليو | البيانات المناخية لـبايليو | البيانات المناخية لـبايليو | البيانات المناخية لـبايليو | البيانات المناخية لـبايليو | البيانات المناخية لـبايليو | البيانات المناخية لـبايليو | البيانات المناخية لـبايليو | البيانات المناخية لـبايليو | البيانات المناخية لـبايليو | البيانات المناخية لـبايليو |
| الشهر                                            | يناير                      | فبراير                     | مارس                       | أبريل                      | مايو                       | يونيو                      | يوليو                      | أغسطس                      | سبتمبر                     | أكتوبر                     | نوفمبر                     | ديسمبر                     | المعدل السنوي              |
| ------------------------------------------------ | -------------------------- | -------------------------- | -------------------------- | -------------------------- | -------------------------- | -------------------------- | -------------------------- | -------------------------- | -------------------------- | -------------------------- | -------------------------- | -------------------------- | -------------------------- |
| الدرجة القصوى °م (°ف)                            | 28.9 (84.0)                | 32.8 (91.0)                | 34.3 (93.7)                | 34.6 (94.3)                | 35.8 (96.4)                | 37.2 (99.0)                | 38.3 (100.9)               | 38.1 (100.6)               | 37.9 (100.2)               | 35.7 (96.3)                | 33.7 (92.7)                | 29.4 (84.9)                | 38.3 (100.9)               |
| متوسط درجة الحرارة الكبرى °م (°ف)                | 18.0 (64.4)                | 18.8 (65.8)                | 21.8 (71.2)                | 26.5 (79.7)                | 30.3 (86.5)                | 32.1 (89.8)                | 33.1 (91.6)                | 33.1 (91.6)                | 31.7 (89.1)                | 29.2 (84.6)                | 24.9 (76.8)                | 20.6 (69.1)                | 26.7 (80.0)                |
| المتوسط اليومي °م (°ف)                           | 13.4 (56.1)                | 14.9 (58.8)                | 18.0 (64.4)                | 22.7 (72.9)                | 26.0 (78.8)                | 27.7 (81.9)                | 28.4 (83.1)                | 28.2 (82.8)                | 27.0 (80.6)                | 24.1 (75.4)                | 19.5 (67.1)                | 15.2 (59.4)                | 22.1 (71.8)                |
| متوسط درجة الحرارة الصغرى °م (°ف)                | 10.3 (50.5)                | 12.2 (54.0)                | 15.2 (59.4)                | 19.8 (67.6)                | 22.8 (73.0)                | 24.7 (76.5)                | 25.1 (77.2)                | 25.0 (77.0)                | 23.6 (74.5)                | 20.4 (68.7)                | 15.8 (60.4)                | 11.4 (52.5)                | 18.9 (65.9)                |
| أدنى درجة حرارة °م (°ف)                          | 1.2 (34.2)                 | 1.7 (35.1)                 | 2.0 (35.6)                 | 8.9 (48.0)                 | 13.7 (56.7)                | 18.0 (64.4)                | 20.2 (68.4)                | 21.3 (70.3)                | 15.5 (59.9)                | 10.4 (50.7)                | 4.9 (40.8)                 | −0.2 (31.6)                | −0.2 (31.6)                |
| الهطول مم (إنش)                                  | 54.9 (2.16)                | 62.2 (2.45)                | 82.2 (3.24)                | 157.1 (6.19)               | 244.0 (9.61)               | 262.6 (10.34)              | 244.6 (9.63)               | 200.1 (7.88)               | 124.3 (4.89)               | 57.3 (2.26)                | 37.7 (1.48)                | 28.2 (1.11)                | 1٬555٫2 (61.24)            |
| متوسط الرطوبة النسبية (%)                        | 75                         | 80                         | 82                         | 82                         | 81                         | 83                         | 81                         | 81                         | 77                         | 72                         | 69                         | 69                         | 78                         |
| المصدر: China Meteorological Data Service Center |                            |                            |                            |                            |                            |                            |                            |                            |                            |                            |                            |                            |                            |

## أعلام
- لين باي